# Stazione di Fujisawa
La stazione di Fujisawa (藤沢駅?, Fujisawa-eki) è una stazione ferroviaria di Fujisawa, città nella prefettura di Kanagawa. La stazione è un importante nodo ferroviario, con le linee di tre diversi operatori e attorno ad essa si trovano diversi uffici e centri commerciali.

## Linee

### Treni
- JR East
  - ■ Linea principale Tōkaidō
  - ■ Linea Shōnan-Shinjuku
- Ferrovie Odakyū
  - ● Linea Odakyū Enoshima

### Tram
- ● Ferrovia elettrica di Enoshima

## Stazioni adiacenti
| «                              | Servizio                 | »                        |
| Linea principale Tōkaidō       | Linea principale Tōkaidō | Linea principale Tōkaidō |
| ------------------------------ | ------------------------ | ------------------------ |
| Ōfuna                          | Rapido pendolari         | Tsujidō                  |
| Ōfuna                          | Acty                     | Chigasaki                |
| Ōfuna                          | Locale                   | Chigasaki                |
| Linea Shōnan-Shinjuku          |                          |                          |
| Ōfuna                          | Rapido speciale          | Chigasaki                |
| Ōfuna                          | Rapido speciale          | Tsujidō                  |
| Linea Odakyū Enoshima          |                          |                          |
| Fujisawa-Honmachi              | Locale                   | Hon-Kugenuma             |
| Shōnandai                      | Espresso 6 casse         | Hon-Kugenuma             |
| Shōnandai                      | Espresso 10 casse        | Katase-Enoshima          |
| Shōnandai                      | Espresso rapido          | Katase-Enoshima          |
| Ferrovia elettrica di Enoshima |                          |                          |
| Capolinea                      | -                        | Ishigami                 |